# Илия Настев
Илия Настев е български хайдутин и революционер, деец на Вътрешната македоно-одринска революционна организация.

## Биография
Илия Настев е роден през 1863 година в прилепското село Вепърчани, тогава в Османската империя. Става харамия и действа в Прилепско и Леринско, а после е в четата на Стоян Мохаджира. Често участва в сражения с турски аскер и в пленяването на инженера по жп линията Митровица - Солун Щелко, за който получават откуп от 5000 турски лири. Близък съратник е на Коста Попето, присъединява се към ВМОРО и става войвода на организацията. Участва в Илинденско-Преображенското въстание от юли 1903 година. През 1911 година действа заедно с Коста Попето в Гевгелийско.